# کنش (فیلم)
کنش (اسپانیایی: Verbo‎) فیلمی دلهره‌آور با خیال‌پردازی تاریک است که در سال ۲۰۱۱ منتشر شد.

## بازیگران
- میگل آنخل سیلوستره
- نایوا نیمری
- ماکارنا گومس
- ورونیکا اچگی
- ناصر صالح
- مانولو سولو
- فرناندو سوتو
- بیکتور کلاویخو
- آدام یژیرسکی